# Le Livre de Seyntz Medicines
Le Livre de Seyntz Medicines est un traité dévotionnel composé en anglo-normand vers 1354 par Henri de Grosmont, duc de Lancastre, peut-être à la demande de ses amis ou de son confesseur. Le Livre est une allégorie très élaborée dans laquelle Grosmont dresse des parallèles entre les maladies du corps et celles de l'âme : le Christ y est le médecin qui, par ses soins, guérit les cinq sens de l'infection par les sept péchés capitaux.
Grosmont est l'un des hommes les plus riches et les plus puissants de l'Angleterre de l'époque. Proche compagnon du roi Édouard III, il est une figure majeure des premières années de la guerre de Cent Ans et un militaire reconnu. Il était aussi un seigneur très pieux, ce qui l'amène à soutenir financièrement des établissements religieux. Le Livre de Seyntz Medicines combine ces deux aspects de la vie du duc de Lancastre. Ce dernier, qui n'a jamais reçu d'éducation savante, alimente son œuvre grâce à ses expériences personnelles et quotidiennes. Le texte montre son auteur dialoguer directement avec le Christ, représenté comme un médecin accompagné de la Vierge Marie, qui fait office d'infirmière. Par le biais de métaphores, de symboles et d'allégories, Grosmont décrit comment son corps est attaqué par les sept péchés capitaux qui l'imprègnent désormais et explique à son lecteur la nécessité de se confesser et de faire pénitence pour permettre au Christ d'accomplir son œuvre et de soigner le pécheur.
Le texte est destiné à un public composé principalement de membres de la noblesse anglaise, mais aussi d'ecclésiastiques de haut rang, de juristes et de commerçants lettrés. Les historiens modernes considèrent qu'il s'agit de l'un des textes anglais les plus importants de l'époque, notamment en raison du statut et de la position de son auteur, mais aussi pour ce qu'il apporte à la connaissance des conventions sociales et religieuses de la noblesse anglaise du XIVe siècle ainsi que de la médecine médiévale. 